# 冰凍蜘蛛
《冰凍蜘蛛》（英語：Ice Spiders）是一部美國科幻恐怖電影，2007年在Syfy科幻頻道首播，並於同年發行DVD。由提柏·塔卡克斯執導，帕特里克·茂頓、瓦妮薩·威廉姆斯、諾亞·巴斯蒂安和托馬斯·卡拉布羅等人主演。

## 劇情
戴什是一位隱退的奧運會選手，在美國猶他州山區的一處滑雪勝地工作。當地的另外一處秘密實驗室，薩默斯博士和幾位科學家正進行對蜘蛛的實驗。
某日，一群欲參加奧運會的青少年在其教練帶領之下來到當地進行訓練。薩默斯博士在與戴什簡短聊了幾句後便回到基地的實驗室，發覺其餘的科學家皆已被變異蜘蛛殺死，作為實驗對象的六隻蜘蛛全部潛逃，很快地馬科斯教授和貝克上校領著一隊士兵感到，還留在實驗室的一隻蜘蛛「黑寡婦」對他們展開攻擊，殺死一名士兵後逃走。薩默斯博士暗中查看了實驗記錄，發現是馬科斯教授讓蜘蛛快速地長大，這也使牠們變得有攻擊性，且能抗寒。
另一方面，戴什協助森林巡邏員力克一同去搜索近期失蹤的兩名獵人，他們在找到獵人殘缺不全的屍體後便遭到幾隻蜘蛛的攻擊，力克遇害，而戴什則及時逃脫且撞死一隻蜘蛛。
當薩默斯與戴什分別到達當地旅館時，發現蜘蛛已在公然攻擊滑雪者，殺死了包括青少年選手的教練在內的不少人。佛蘭克救下了一眾青少年，並躲在公共汽車內；而其他人則全被困在旅館內。過程中一隻蜘蛛透過煙囪潛入旅館內，殺死兩名客人，戴什用鹿角將其擊斃。
這時馬科斯教授與士兵們趕到旅館外，戴什透過無線電與貝克上校製定了一個計畫，由戴什駕著滑雪板吸引蜘蛛，再由士兵們逮住蜘蛛。但意圖徹底消滅蜘蛛的戴什暗中令其助手將三隻蜘蛛炸毀，馬科斯教授見狀十分憤怒，下令士兵逮捕戴什與薩默斯，爭鬥中馬科斯意外被其中一隻倖存的蜘蛛咬死，士兵隨即開槍射殺了這隻蜘蛛。
最後戴什想殺死最後一隻活著、被關在籠中的蜘蛛，但軍方另一隊士兵來到現場阻止了他，並告知眾人要對最近發生的事保持沉默。

## 演員
- 帕特里克·茂頓（英语：Patrick Muldoon） 飾 戴什
- 瓦妮薩·威廉姆斯（英语：Vanessa A. Williams） 飾 薩默斯博士
- 托馬斯·卡拉布羅 飾 貝克上校
- 大衛·米爾伯 飾 馬科斯教授
- 諾亞·巴斯蒂安（英语：Noah Bastian） 飾 乍得·布朗
- 斯蒂芬·J·坎奈爾 飾 佛蘭克
- Matt Whittaker 飾 史蒂芬
- K. Danor Gerald 飾 力克
- 康尼·楊（英语：Connie Young） 飾 斯圖爾特夫人
- 馬爾克·雷蒙 飾 斯圖爾特先生

## 外部連結
- 互联网电影数据库（IMDb）上《Ice Spiders》的资料（英文）
- AllMovie上《冰凍蜘蛛》的资料（英文）
- 爛番茄上《冰凍蜘蛛》的資料（英文）
- 时光网上《冰凍蜘蛛》的資料（简体中文）
- 豆瓣电影上《冰凍蜘蛛》的資料 （简体中文）
- 開眼電影網上《冰凍蜘蛛》的資料（繁體中文）